# こまち旅もよう
こまち旅もよう（こまちたびもよう）は、秋田放送（ABSラジオ）で1997年（平成9年）4月から2018年（平成30年）3月まで製作・放送されていたラジオ番組。パーソナリティは佐藤美知子（当時秋田放送アナウンサー、現・さとうみちこ）、丹内モモコ（当時秋田放送アナウンサー）。JR東日本秋田支社の単独提供。

## 番組内容
旅行について語ったり、聴取者からのメッセージはがきなどを紹介する。JRのお得なきっぷなどの情報も紹介していた。
以前、午後に放送が変更になった際、「10:30になりました。」といつもの収録分をそのまま流したことがあった。